# 公子穀甥
公子穀甥（？—？），子姓，名穀甥，春秋宋国公子。
宋武公时期，鄋瞒进攻宋国，司徒皇父充石带兵抵御。耏班担任徒皇父充石的御戎，公子穀甥为车右，司寇牛父为驷乘，在长丘打败狄人，俘虏了长狄缘斯，皇父充石与自己的两个儿子战死。